# Mytilopsis lopesi
Mytilopsis lopesi is een tweekleppigensoort uit de familie van de Dreissenidae. De wetenschappelijke naam van de soort is voor het eerst geldig gepubliceerd in 1989 door Alvarenga & Ricci.